# Devon Scott
Devon Henry Scott (Columbus, Ohio, 7 de abril de 1994) es un baloncestista estadounidense que pertenece a la plantilla del Flamengo del Novo Basquete Brasil, la primera división del baloncesto brasileño. Con 2,06 metros de estatura, juega en la posición de ala-pívot.

## Trayectoria deportiva
Devon Scott se formó en los Dayton Flyers, donde jugó de 2012 hasta 2015 en la NCAA, para pasar al Philander Smith College durante la temporada 2015-2016.
Tras no ser elegido en el Draft de la NBA de 2016, Thompson debutó como profesional en Canadá en las filas del Wellington Basketball Club durante la temporada 2016-17.
Durante la temporada 2017-18 jugó en las filas del Super City Rangers de Nueva Zelanda, donde disputó 7 encuentros.

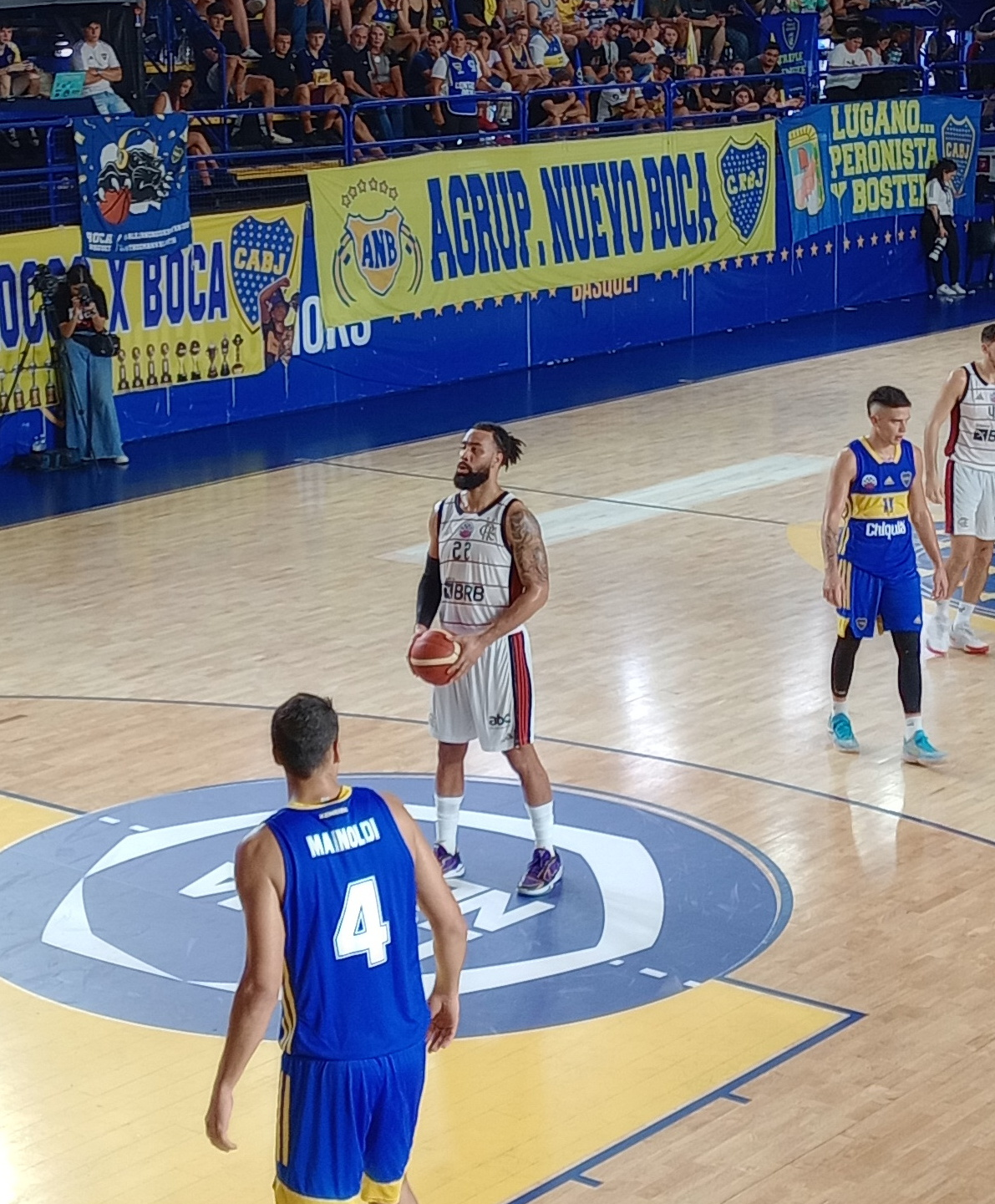
Scott con Flamengo en la Liga de Campeones de Baloncesto de las Américas 2023-24

Más tarde, jugó en Chile en las filas del Club Escuela de Básquetbol Puerto Montt en el que jugó 19 partidos promediando 20.2 puntos, 10.8 rebotes, 3.3 asistencias, 1.4 robos y 1.2 tapones, en 35.3 minutos en cancha, aunque no lograría mantenerlo en la Liga Nacional de Básquetbol de Chile.
El 4 de octubre de 2018, firma con el Club Deportivo Hispano Americano de la Liga Nacional de Básquet en el que jugaría 41 partidos en los que promediaría 15.83 puntos, 8.4 rebotes y 2.9 asistencias por encuentro.
Durante la temporada 2019-20, juega en las filas del Minas Tênis Clube de la Novo Basquete Brasil, en el que jugaría 26 partidos promediando 14.31 puntos por encuentro.
El 20 de mayo de 2020, Devon Scott firmó un contrato con Hapoel Eilat de la Ligat Winner israelí.
En agosto de 2020, firma por el Ironi Nahariya de la Ligat Winner.
Scott volvió a Brasil para jugar con el Flamengo en el primer semestre de 2024.